# Apterostigma luederwaldti
Apterostigma luederwaldti é uma espécie de inseto do gênero Apterostigma, pertencente à família Formicidae.